# Carl Cox
Carl Andrew Cox (Oldham, Gran Mánchester, 29 de julio de 1962) es un DJ, remezclador y productor discográfico británico de música house y techno. Fue nombrado DJ #1 en 1996 y 1997 por la revista DJ Mag y, según expertos en música electrónica, Cox ocupa el puesto número 1 a nivel mundial en calidad musical y técnica.

## Trayectoria
A la edad de 15 años Carl Cox compró un juego de tocadiscos y comenzó a trabajar como DJ. La música disco fue lo primero que lo cautivó, pero a principios de los 80 Cox había pasado a tocar la misma música que otros DJ jóvenes de Londres: groove raro, hip-hop neoyorquino y electro. Estaba en una posición perfecta para escuchar la música house de Chicago en sus formas más tempranas, y cuando la épica "Acid Tracks" de Phuture salió a principios de 1987. “Fue entonces cuando pensé, 'esto es todo', dijo Carl. "Hacía mis fiestas, tocaba ritmos raros, hip hop y soul y decía 'Bien, tienes que escuchar esta pista de Phuture' y la gente simplemente se detiene y escucha".
Como pionero del sonido, Carl se sumergió en la explosiva escena rave británica ("Second Summer Of Love"). Tocó en la noche de apertura del legendario Shoom de Danny Rampling, co-promovió The Project con Paul Oakenfold, donde también fue DJ e hizo el sistema de sonido. Hizo una residencia en el Zap Club en Brighton y en la rave Sunrise en 1988, conectó un tercer tocadiscos para su set de amanecer, consiguió que 15.000 personas se recuperaran y se estableció como el "mago de los tres platos" ("three-deck wizardry").
El siguiente paso fue producir música, y el sencillo debut de Carl en 1991 para el sello Perfecto de Paul Oakenfold, "I Want You", alcanzó el número 23 en las listas nacionales del Reino Unido y le dio a Carl su primera aparición en el Top of the Pops.
Carl formó su propio sello, Intec Records, en 1999, consiguiendo una serie de éxitos underground y disfrutando de ocho años a la vanguardia de la música electrónica. Después de su cierre en 2006, decidió relanzar el sello como Intec Digital en 2010. Carl también ha encontrado tiempo para lanzar otro sello, Awesome Soundwave (ASW) con el socio del sello, Christopher Coe, también conocido como Digital Primate. Lanzado en mayo de 2018, el sello está dirigido a artistas que hacen e interpretan su música en vivo y hasta ahora ha contratado a seis artistas.
Su legendaria residencia en Ibiza en Space llegó a su fin en 2016, después de unos increíbles 15 años consecutivos. Desde 2001, Carl ayudó a establecer Space como uno de los clubes más grandes del mundo. Con alineaciones cuidadosamente pensadas y mucho énfasis tanto en los nuevos talentos como en los grandes nombres, Carl siempre se esforzó por mantener su noche a la vanguardia de las discotecas de Ibiza, convirtiéndola en una de las residencias más exitosas de la historia de Ibiza. Comenzando en 2001 con solo 6 noches, su residencia creció y se adaptó como lo hizo el club, por lo que para Carl terminar su residencia cuando Space cerró sus puertas fue la mejor decisión. La última temporada de 15 semanas de Carl fue la más grande de su historia, con todas las noches agotadas. En el verano de 2018, Carl causó una gran conmoción cuando anunció que había unido fuerzas con el fundador de Space, Pepe Rosello, el gerente general Juan Arenas y el promotor de Ibiza, Dave Browning, y que juntos estaban trabajando para traer de vuelta el legendario club a Ibiza.
En 2017, Carl Cox fue el principal protagonista del documental sobre música electrónica 'What we started', disponible en plataformas como Netflix. El documental contó con la dirección y el guion de Bert marcus Productions y Cyrus Saidi, la fotografía de Will Deaborn y el reparto de Cox junto con otros productores de relevancia como Steve Angello, Chip Eberhart, Martin Garrix, David Guetta, Erick Morillo, Paul Oakenfold, Usher, Ed Sheeran, Tiësto, Pete Tong, Louis Vega. Cox es el protagonista del hilo conductor de la historia, relatando sus inicios hace varias décadas en Inglaterra y las dificultades familiares que le generó su pasión por la música.
La pandemia del coronavirus y el consecuente cierre de fronteras mundial que se produjo en todo el mundo pillo a Carl Cox en Australia en marzo de 2020. El artista ha estado residiendo en el país austral durante más de un año y durante ese periodo sufrió la muerte de su padre, que falleció por alzheimer.
Unos meses después, estando el DJ todavía en Australia sin poder salir, su madre también falleció en Inglaterra de septicemia. En noviembre, Cox fue entrevistado en Rave Reviewz: "En este tiempo mi padre ha muerto y mi madre ha muerto. Estoy sin trabajo. Así que estoy bien, pero no soy feliz", declaró el DJ.
En el verano de 2021, Carl Cox finalmente pudo volver a Reino Unido, donde volvió a actuar en grandes eventos en Newcastle o el festival Creamfields.

## Carl Cox Motorsport
En 2013, Cox creó junto a Gavin Sokolic el equipo Carl Cox Motorsport.
El equipo participó en la carrera de motociclismo TT Isla de Man en 2022 junto al piloto Michael Dunlop, ganando las dos carreras Supersport TT del evento.

### Extreme E
En enero de 2023, Carl Cox Motorsport fue confirmado para disputar la Extreme E de ese año, alineando a los pilotos Christine GZ y Timo Scheider. El equipo logró su primer podio en la carrera 1 del Hydro X-Prix. En el mes de julio se anunció a la piloto Lia Block (hija del fallecido piloto Ken Block) como reemplazante de GZ hasta el final de la temporada.

#### Resultados
| Año  | Escudería           | N.º | Pilotos                              | 1       | 2       | 3       | 4         | 5       | 6        | 7       | 8       | 9     | 10    | Puntos | Pos.  |
| ---- | ------------------- | --- | ------------------------------------ | ------- | ------- | ------- | --------- | ------- | -------- | ------- | ------- | ----- | ----- | ------ | ----- |
| 2023 | Carl Cox Motorsport | 8   | Lia Block Christine GZ Timo Scheider | DES 1 7 | DES 2 9 | HYD 1 3 | HYD 2 DNS | ISL 1 9 | ISL 2 10 | ISL 1 5 | ISL 2 8 | COP 1 | COP 2 | 40*    | 10.º* |

- * Temporada en progreso.

## Discografía

### Álbumes
- 1996 At The End Of The Cliche, Worldwide Ultimatum Records
- 1999 Phuture 2000', Worldwide Ultimatum Recordsdedicado a Santiago Tapia
- 2005 Second Sign, Play It Again Sam
- 2006 Global

### Sencillos
- 1991 I Want You (Forever) (Perfecto Records)
- 1995 Two Paintings And A Drum (Worldwide Ultimatum Records)
- 1996 Sensual Sophis-ti-cat (Worldwide Ultimatum Records)
- 1996 Tribal Jedi (Worldwide Ultimatum Records)
- 1998 Phuture 2000 (Ebel Records)
- 1999 Dr. Funk (Ebel Records)
- 1999 The Latin Theme (Worldwide Ultimatum Records)
- 2003 Dirty Bass (23rd Century Records)
- 2003 Space Calling (23rd Century Records)
- 2004 Give Me Your Love (Carl Cox feat. Hannah Robinson) (23rd Century Records / Play It Again Sam)
- 2006 That's The Bass (Carl Cox & Norman Cook) (23rd Century Records / Play It Again Sam)
- 2008 I Want You (Forever) (Carl Cox & Yousef) (Cr2 Records)
- 2009 Twisted Machine (Carl Cox & Jon Rundell)[7] (Hi-Fi Entertainment Ltd.)
- 2010 K'Pasa / Spoon[8] (Intec)
- 2010 Family Guy[9] (Intec)
- 2011 Chemistry[10] (Intec)
- 2011 Nexus[11] (Intec)
- 2012 Caipiroska (Carl Cox & Jon Rundell)[12] (Snatch! Records)
- 2012 The Player[13] (Bush Records)
- 2013 Time For House Music[14] (Circus Recordings)
- 2014 Kommen Zusammen[15] (Intec)
- 2014 See You Next Tuesday (Carl Cox & Nicole Moudaber)[16] (MOOD)
- 2015 The Nite Life[17] (Pornographic Recordings)
- 2015 Give Me Something (Gareth Whitehead, Carl Cox & Steve Ward)[18] (Bulletdodge)
- 2016 Your Light Shines On[19] (Intec)
- 2016 Ohh Baby (David Tort's Dub Tech Mix) (Carl Cox & Nile Rodgers)[20] (Cr2 Records)
- 2017 Dark Alleys (Carl Cox Pure Mix)[21] (Circus Recordings)
- 2017 Beat The Track (Carl Cox & Nile Rodgers)[22] (Bush Records)
- 2017 Redemption, Oh Yes! (Amy dB & Carl Cox)[23] (Jack-It)
- 2018 Time To Jack (Back 2 Jack 2018) (Chip E & Carl Cox)[24] (Intec)
- 2018 Inferno (Carl Cox & Reinier Zonneveld & Christopher Coe)[25] (Filth on Acid)
- 2019 This Is Our Time (Carl Cox & Reinier Zonneveld & Christopher Coe)[26] (Filth on Acid)
- 2020 PURE (El Rancho Mix)[27] (23rd Century ME)
- 2021 Sand, Moon & Stars[28] (BMG Rights Management (UK) Ltd)

### Compilaciones
- 1994 Nonstopmix 1994, Liquid Rec.
- 1994 Fantazia III - Made in Heaven Remix, Fantazia
- 1994 Fantazia The DJ Collection Carl Cox, Fantazia
- 1995 F.A.C.T., React
- 1997 F.A.C.T. 2, Worldwide Ultimatum Records
- 1998 DJF 250, Sony Music Entertainment
- 1998 Non Stop 98/01, FFRR Records
- 1998 The Sound Of Ultimate B.A.S.E., Worldwide Ultimatum Records
- 1999 Non Stop 2000, FFRR Records
- 1999 F.A.C.T. Australia, X-Over Recordings
- 2000 Mixed Live Crobar Nightclub, Chicago, Moonshine Music
- 2002 Global, Play It Again Sam
- 2002 Mixed Live 2nd Session Area 2, Detroit, Moonshine Music
- 2003 F.A.C.T. Australia II, Warner Music Group
- 2003 U60311 Compilation Techno Division Vol. 3, V2 Records
- 2004 Back To Mine, DMC Publishing
- 2004 Pure Intec, Intec Records
- 2006 Intec 50 EP, Intec Records
- 2013 Pure Intec 2, Intec Records

### Remixes
- 1991 The Art of Noise – Shades Of Paranoimia (Carl Cox Remix) (China Records)
- 1992 Eternal – Eternal (Carl Cox Remix) (Underground Level Recordings)
- 1992 Robert Owens – Gotta Work (Carl's Renaissance Remix) (Freetown Inc.)
- 1992 Patti Day – Hot Stuff (Carl Cox Remix) (Starway Records)
- 1992 DJ Phantasy – Jepron (Carl Cox Remix) (Liquid Wax Recordings)
- 1992 Sunscreem – Perfect Motion (Carl Cox's Rhythm's A Drug Remix) (Sony BMG Music Entertainment)
- 1993 Visa – Let Me See Ya Move (Carl Cox's Militant March Remix) (MMR Productions)
- 1993 Smooth But Hazzardous – Made You Dance (Carl Cox Remix) (Sound Entity Records)
- 1994 Laurent Garnier – Astral Dreams (Carl Cox's MMR Remix) (F-Communications)
- 1994 Trevor Rockcliffe Presents Glow – Break The Law (Carl's Reconstructed Remix) (MMR Productions)
- 1994 Quench – Hope (Carl Cox Remix) (Infectious Records)
- 1994 FKW – Jingo (Carl Cox Remix) (PWL)
- 1994 O.T.T. – Raw (Carl Cox Remix) (Industrial Strength Records)
- 1994 Aurora Borealis – Raz (Carl's MMR Remix) (F-Communications)
- 1994 English Muffin – The Blood Of An English Muffin (Carl Cox Remix) (MMR Productions)
- 1994 Lunatic Asylum – The Meltdown (Carl Cox & John Selway's Circular Cycle Remix) (MMR Productions)
- 1995 Jam & Spoon – Angel (Ladadi O-Heyo) (Carl Cox Remix) (Epic Records)
- 1995 The Stone Roses – Begging You (Cox's Ultimatum Remix) (Geffen Records)
- 1995 Yello – L'Hotel (Carl Cox's Hands On Yello Remix) (Urban
- 1995 Dr. Fernando – Stomach Substance (Carl Cox Remix) (MMR Productions)
- 1995 Infrequent Oscillation – Burning Phibes (Carl Cox Remix) (MMR Productions)
- 1995 Technohead – Get Stoned (Carl Cox Remix) (Mokum Records)
- 1995 AWeX – It's Our Future (Carl Cox's Ultimate Remix) (Plastic City UK)
- 1995 Slab – Rampant Prankster (Carl Cox's Jumper Remix) (Hydrogen Dukebox)
- 1995 Steve Mason & Tony Crooks – Shallow Grave (Carl Cox's After Hours Remix) (Rain Forest Records)
- 1995 Josh Abrahams – March Time (Carl Cox Remix) (MMR Productions)
- 1996 System 7 – Hangar 84 (Cox's W.W. Ultimatum Remix) (Butterfly Records)
- 1996 Electroliners – Loose Caboose (Carl Cox Remix) (XL Recordings)
- 1996 Barefoot Boys – Need No Man (Cox's Harder Remix) (Stealth Records)
- 1996 The Advent – Mad Dog (Carl Cox Remix) (Internal)
- 1996 JX – There's Nothing I Won't Do (Carl Cox's Full House Remix) (FFRR Records)
- 1996 Consolidated – This Is Fascism (Carl Cox's Burning Gold Remix) (MC Projects)
- 1996 Vernon – Vernon's Wonderland (Carl Cox's Full Remix) (Eye Q)
- 1996 Poltergeist – Vicious Circles (Carl Cox's MMR Remix) (Manifesto)
- 1997 DJ SS – DJs Anthem (Carl Cox Remix) (Formation Records)
- 1997 Tenth Chapter – Prologue (Carl Cox & Paul van Dyk Remix) (Jackpot)
- 1999 Needle Damage – That Zipper Track (Carl Cox Remix) (Worldwide Ultimatum Records)
- 1999 Grooverider – Where's Jack The Ripper (Carl Cox's Techno Radio Edit) (Higher Ground Records)
- 2000 Tony Moran Featuring Cindy Mizelle – Shine On (Carl Cox's Sweat Dub) (Contagious Records)
- 2001 Slam – Positive Education (Carl Cox's Intec Remix) (VC Recordings)
- 2001 Trevor Rockcliffe & Blake Baxter – Visions Of You (Carl Cox Remix) (Intec)
- 2001 Ramírez – Volcán De Passion (Carl Cox Remix) (Terapia)
- 2002 Cormano – Mangamana vs. Revenge (Carl Cox's Turntable Remix) (4 Play Records, Inc.)
- 2003 Tomaz vs. Filterheadz – Sunshine (Carl Cox Remix) (Intec)
- 2003 Bad Cabbage – You're Rude (Get Fucked) (Carl Cox's Not So Rude Remix) (Mutant Disc)
- 2004 Eric Powell – Don't Deny It (Carl Cox Remix) (23rd Century Records)
- 2004 Johan Cyber – Natural Funk (Carl Cox Remix) (23rd Century Records)
- 2004 Cohen vs. Deluxe – Just Kick! (Carl Cox Remix) (Intec)
- 2007 Sander van Doorn – Riff (Carl Cox Global Mix) (Spinnin' Records)
- 2008 Mark James feat. Hammish – I Want You (Carl Cox Remix)
- 2010 Jon Rundell – Damager (Carl Cox Mix)[29] (Intec)
- 2010 Joey Beltram – Slice 2010 (Carl Cox Rerub)[30] (Bush Records)
- 2010 Miguel Bosé – Ayurvédico (Carl Cox Ragga Mix)
- 2010 Moby – Walk With Me (Carl Cox Remix)[31] (Little Idiot)
- 2011 Rendezvous – C Sharp (Carl Cox Phase 1 & 2 Remixes)
- 2011 Riva Starr & Fatboy Slim feat. Beardyman – Get Naked (Carl Cox & Jon Rundell Remix)[32] (Snatch! Records)
- 2012 Tom Taylor & Gareth Whitehead – Tired Of Being Tired (Carl Cox Remix)[33] (Bulletdodge)
- 2012 The Scumfrog feat. Sting – If I Ever Lose My Faith (Carl Cox Remix)[34] (Armada Music Albums)
- 2013 Davide Squillace & Guti – The Other Side Of Hustler Remix (Carl Cox Remix)[35] (This And That)
- 2015 Pan-Pot – Riot (Carl Cox Remix)[36] (Second State)
- 2016 Steve Mulder vs. D-Shake – Techno Trance 2016 (Carl Cox Remix)[37] (Orange Recordings)
- 2016 Popof feat. Arno Joey – Lidl Girl (Carl Cox Remix)[38] (Hot Creations)
- 2016 Josh Abrahams – The Traveller (Carl Cox Remix)[39] (Bush Records)
- 2016 Kamara – Atamga (Carl Cox vs. Drumcomplex & Roel Salemink Mix)[40] (Matinée Music)
- 2016 Josh Wink – Talking To You (Carl Cox Remix)[41] (Intec)
- 2017 Roel Salemink – Symphonic (Carl Cox & Brooke Powell Remix)[42] (Bush Records)
- 2017 Yousef feat. The Angel – Vanity (Carl Cox Remix)[43] (Crosstown Rebels)
- 2018 Monkey Safari – Energie (Carl Cox Pure Remix)[44] (Hommage)
- 2018 Ninetoes – Finder (Carl Cox Remix)[45] (Kling Klong)
- 2018 Alex Mine – Lost (Carl Cox Remix)[46] (Terminal M)
- 2018 Nic Fanciulli – The First Step (Carl Cox Remix)[47] (Saved Records)
- 2019 Carl Cox – Dark Alleys (Carl Cox Remake)[48] (Circus Recordings)
- 2019 Bushwacka! – Healer (Carl Cox Remix)[49] (Ultra)
- 2019 Yothu Yindi & Gavin Campbell – Treaty (Carl Cox Remix)[50] (Razor Recordings)
- 2019 Carl Cox – Dr. Funk (Carl Cox El Rancho Remix)[51] (Bush Records)
- 2019 Purple Disco Machine – Body Work (Carl Cox Remix)[52] (Club Sweat)
- 2019 Russell Small x DNO P x Reigns – It Is What It Is (Bad Ass Disco) (Carl Cox Remix / Dub Remix)[53] (Jango Music)
- 2019 Danny Tenaglia – Don't Turn Your Back (Carl Cox Remix / 'ASW' Remix)[54] (Hot Creations)
- 2019 Deetron – Photon (Carl Cox Remix)[55] (Character)
- 2020 Tom Wax – In Techno We Trust (Carl Cox Remix)[56] (Bush Records)
- 2020 Roel Salemink – Eskes (Carl Cox Pure Remix)[57] (Intec)
- 2020 Russell Small x DNO P x Reigns – It Is What It Is (Bad Ass Disco) (Carl Cox DnB Remix)[58] (Jango Music)
- 2020 Hannah Wants & Kevin Knapp – Call Me (Carl Cox Extended Mix)[59] (Toolroom)
- 2020 deadmau5 & The Neptunes – Pomegranate (Carl Cox Remix / Dub Mix)[60] (mau5trap)
- 2020 Kenneth Bager feat. Jez Phunk – Farmacia (Homage To Frankfurt) (Carl Cox Remix)[61] (Armada Electronic Elements)
- 2020 Crystal Waters & DJ Spen – Party People (MDFC Party Mix)[62] (Quantize Recordings)
- 2021 Deborah De Luca – Fuori (Carl Cox Remix)[63] (Solamente)
- 2021 Joseph Capriati – Goa (Carl Cox Remix / Deeper Remix)[64] (REDIMENSION)

## Posicionamiento global

### RankingDJ Magazine
| 1996 | 1997 | 1998 | 1999 | 2000 | 2001 | 2002 | 2003 | 2004 | 2005 | 2006 | 2007 | 2008 | 2009 | 2010 | 2011 | 2012 | 2013 | 2014 | 2015 | 2016 | 2017 | 2018 | 2019 | 2020 | 2021 | 2022 |
| ---- | ---- | ---- | ---- | ---- | ---- | ---- | ---- | ---- | ---- | ---- | ---- | ---- | ---- | ---- | ---- | ---- | ---- | ---- | ---- | ---- | ---- | ---- | ---- | ---- | ---- | ---- |
| 1°   | 1°   | 2°   | 2°   | 5°   | 7°   | 8°   | 7°   | 11°  | 10°  | 11°  | 7°   | 12°  | 18°  | 22°  | 31°  | 45°  | 46°  | 59°  | 63°  | 74°  | 62°  | 53°  | 35°  | 34°  | 27°  | 22°  |

### RankingDJMag Alternative
| 2018 | 2019 | 2020 | 2021 |
| ---- | ---- | ---- | ---- |
| 1°   | 1°   | 2°   | 2°   |